# Alexandre Taché (homme politique)
Alexandre Taché, né le 17 août 1899 à Saint-Hyacinthe et mort le 9 mars 1961 à Hull, est un avocat, homme politique et juge québécois.  Il est député de la circonscription de Hull à l'Assemblée législative du Québec de 1936 à 1939 et de 1944 à 1955.  Il est orateur de l'Assemblée législative du Québec de 1945 à 1955.

## Biographie
Il est le fils de Joseph de La Broquerie Taché, notaire, journaliste et bibliothécaire du Parlement du Canada, et de Marie-Louise Langevin. Il étudie au séminaire de Saint-Hyacinthe, à l'université d'Ottawa et à l'université de Montréal.  Il est admis au Barreau de la province de Québec en 1924.  Il épouse Berthe Laflamme le 26 octobre 1925 à Hull.  Il exerce comme avocat à Hull jusqu'en 1956.  Il est bâtonnier du Barreau de Hull de 1939 à 1942,.
Lors de l'élection générale québécoise de 1936, il est élu député de la circonscription électorale de Hull à l'Assemblée législative du Québec, comme candidat de l'Union nationale, défaisant le député sortant Alexis Caron du Parti libéral.  Taché est défait à l'élection générale de 1939 par Caron. Taché est élu de nouveau à l'élection générale de 1944, l'emportant sur Caron.   Le 7 février 1945, Taché est nommé Orateur (président) de l'Assemblée législative.  Il est réélu député lors de l'élection générale de 1948, l'emportant de nouveau sur Caron, et à l'élection générale de 1952, l'emportant cette fois sur un nouveau candidat du Parti libéral, Louis-Philippe Mercier.  Le 15 décembre 1955, Taché démissionne comme député et comme Orateur de l'Assemblée.
En 1956, il est nommé juge à la Cour de magistrat des districts de Hull, de Terrebonne et de Pontiac.  En 1958, il est nommé juge à la Cour supérieure.
Il meurt en 1961, à l'âge de 61 ans. Il est inhumé dans le cimetière Notre-Dame de Hull, le 13 mars 1961.

## Distinctions
- 1938 : Conseil en loi du roi (c.r.)[1]
- 1946 : Doctorat honoris causa de l'université d'Ottawa[1]